# Патрік Мелроуз
«Патрік Мелроуз» (англ. Patrick Melrose) — британсько-американський мінісеріал із Бенедиктом Камбербетчем у головній ролі. Прем'єра серіалу відбулася 12 травня 2018 року.

## Синопсис
Історія Патріка Мелроуза: від глибоко травматичного досвіду в дитинстві, коли йому довелося виносити жорстоке поводження і насильство з боку батька при мовчазному потуранні матері, через зловживання наркотиками та алкоголем до спроб жити нормальним життям зі змінним успіхом і, зрештою, до зцілення і звільнення в зрілому віці.

## У ролях
- Бенедикт Камбербетч — Патрік Мелроуз
- Дженніфер Джейсон Лі — Елеонор Мелроуз
- Г'юго Вівінг — Девід Мелроуз
- Ганна Маделей — Мері Мелроуз
- Еллісон Вільямс — Маріанна
- Блайт Даннер — Ненсі
- Піп Торренс — Ніколас Претт
- Джессіка Рейн — Джулія
- Прасанна — Пуванараджа
- Голлідей Ґрейнджер — Бріджет Вотсон Скотт
- Індіра Варма — Ганна Мур
- Селія Імрі — Кеті